# Coquette des Blanches
'Coquette des Blanches' est un cultivar de rosier obtenu en 1871 par le rosiériste français François Lacharme.

## Description
Il s'agit d'un rosier de Noisetteau port érigé de 150 cm à 200 cm et presque inerme. Il peut en petit grimpant habiller une colonne. Son feuillage est vert sombre. Les fleurs en quartiers sont moyennes, en forme de coupe plate (17-25 pétales) et globuleuses, d'un joli blanc parfois nuancé de rose carné très pâle au bord des pétales. Elles exhalent un parfum léger fort agréable. La floraison est légèrement remontante.
Cette rose à l'aspect de rose ancienne aux pétales chiffonnés est issue de 'Mademoiselle Blanche Lafitte' (Pradel, 1851) x 'Sapho' (Vibert, 1842). Elle est encore présente dans des catalogues de roses à l'ancienne, mais rare en Europe, et beaucoup plus commercialisée dans les pays anglo-saxons. Elle est très résistante aux maladies.